# Трушівське лісництво
Трушівське́ лісництво — структурний підрозділ Чигиринського лісового господарства Черкаського обласного управління лісового та мисливського господарства.
Офіс знаходиться у  с. Трушівці, Чигиринський район, Черкаська область.

## Лісовий фонд
Лісництво охоплює ліси Чигиринського району.

## Об'єкти природно-заповідного фонду
У віданні лісництва не перебувають об'єкти природно-заповідного фонду.